# Hrvatski motociklistički savez
Hrvatski Motociklistički Savez (HMS) je krovna hrvatska organizacija za motociklistički sport.
Međunarodni naziv za Hrvatski motociklistički savez je Croatian Motorcycle Federation.
Član je Svjetske motociklističke federacije (FIM), Europske motociklističke unije (UEM / FIM-Europe) i Alpe Jadran motociklističke unije (AAMU).
Osnovan je 1924., a obnovljen 25. siječnja 1997. u Zagrebu, nakon razdvajanja Hrvatskog auto i moto športskog saveza (HAMŠS), koji je osnovan 5. listopada 1991., na Hrvatski motociklistički savez i Hrvatski auto i karting savez.
Prvi hrvatski motociklistički klub je prvi klub na ovom području koji se bavio motociklizmom, a osnovan je još u Kraljevini Srba, Hrvata i Slovenaca 1921. godine u Zagrebu pod imenom 1. Hrvatski moto klub u Zagrebu.

## Cestovne utrke
eng. Road racing

### Klasične utrke

#### Motocikli
eng. Motorcycle (Bike) racing / Moto racing

#### Skuteri
eng. Scooter racing

#### Motocikli s prikolicom
eng. Sidecar racing

#### Minimoto
eng. Pocketbike (Minibike) racing / Minimoto / Circus racing

### Utrke izdržljivosti
eng. Endurance racing

## Off-road utrke

### Supermoto
eng. Supermoto / Supermotard

### Kros utrke

#### Motokros (MX)
eng. Motocross / MX

#### Superkros (SX)
eng. Supercross / SX

#### Motocikli s prikolicom
eng. Sidecarcross racing / Sidecar motocross

#### Četverocikl
eng. Quad (ATV) motocross

#### Motorne sanjke
eng. Snocross / Snowcross /  Snowmobile racing

#### Motokultivator
Svjetski jedinstveno natjecanje održava se u Orahovici.

### Reli
eng. Rally raid / Cross-country (Off-road) rallying

### Utrke izdržljivosti

#### Enduro
eng. Enduro

#### Super enduro (EX)
eng. Endurocross / Indoor enduro / Enduro-X / EX

### Trial
eng. Trial / Observed trials

## Kružne utrke
eng. Track racing

### Speedway
Jurica Pavlic bio je europski prvak 2007.

## Motoslalom
eng. Motorally / Motorcycle gymkhana

## Motoubrzanje
eng. Drag racing / Sprints

## Artistički motociklizam
eng. Freestyle

## Ostalo
Prvo (pokusno) motociklističko natjecanje u Hrvatskoj održano je 1912. na konjskom trkalištu u Črnomercu. Osnutkom „1. Hrvatskog moto kluba“ 1921. ta staza je dodijeljena klubu. Anton Štrban osigurao je prvi hrvatski trijumf na jednoj Velikoj nagradi. Štrban je 1925. godine u Beču osvojio Veliku nagradu Austrije. Zadnji internacionalni susret na Črnomercu bio je u listopadu 1931. Prešlo se na novu elipsastu stazu Miramare, izgrađenu 1932. na kojoj se počeo prakticirati novi stil vožnje, Dirt-track. Prva Speedway staza otvorena je u Crikvenici. Kasnije je u Osijeku podignut veliki motoristički stadion, koji je ugostio prvo Zonsko prvenstvo svijeta u Speedwayu održano 1955. godine.
Zdravko Matulja je osvojio Prvenstvo Europe u klasi 50ccm s Tomosovim motociklom 1982. godine.
Angel Nieto, statistički jedan od nekoliko najuspješnijih motociklista u povijesti ostvario je Grand prix pobjede i na grobničkoj i na prelučkoj stazi.
U studenom 2024. održala se premijera dokumentarnog filma  "100 godina Hrvatskog motociklističkog saveza (1924 - 2024)"  u produkciji GP1 TV-a.

### Popis međunarodnih utrka u Hrvatskoj
Utrke Svjetskog prvenstva u Hrvatskoj
- FIM Croatian Motocross Grand Prix, Jastrebarsko (Mladina), Zabok (Vučak)
- FIM Croatian Speedway Grand Prix, Donji Kraljevec
- Svjetsko prvenstvo motocikala s prikolicom - Rijeka, Grobnik
- Svjetsko prvenstvo u motokrosu za prikoličare u Hrvatskoj, Zabok (2004., '05., '06.)[11]
- Velika nagrada Jadrana, kasnije Velika nagrada Jugoslavije, Preluk (1969. – 70., 1972. – 77.) i Grobnik (1978. – 90.)

| Kazalo: /G - gradska utrka ██ međudržavna utrka \| Vrsta utrke \| Naziv utrke \| Lokacija \| 1. izdanje \| Zadnje izdanje \| Bilješke \| Ref \| \| ------------------ \| ---------------------------------------------------------- \| ---------------- \| ----------- \| ----------------- \| ----------------------------------------------------------------------------------------------------------------------------------------------------------------------------------------------------------------------------------- \| -------------------- \| \| \| 402 Bike Race \| više \| 2009. \| vozi se \| održava se u sklopu utrke 402 Street Race; \| [12] \| \| \| 402 Quad Race \| više \| 2009. \| vozi se \| održava se u sklopu utrke 402 Street Race; \| [12] \| \| cestovna \| Alpe Adria International Motorcycle Championship (AAIMC) \| Rijeka (Grobnik) \| 1992. \| vozi se \| najstarije i najveće regionalno prvenstvo u Europi i svijetu; "Utrka prijateljstva" održana 11.10.1992. kao utemeljenje tog kupa; do kraja 2019. na Grobniku je održano 75 utrka tog natjecanja; originalno znan kao Alpe Adria Cup \| [13][14][15][16][17] \| \| cross country reli \| Dinaric Rally \| \| 2020. \| vozi se \| \| [18][19][20] \| \| \| FIM Europska prvenstva u Hrvatskoj \| više \| \| vozi se \| \| \| \| cestovna/G \| Gimkana Matulji \| Matulji \| . \| vozi se \| najstarija sportska manifestacija Općine Matulji; održava se kategorija klase Tomos; \| [21] \| \| cestovna \| IG Formel Classic (IGFC) \| Rijeka (Grobnik) \| \| vozi se \| \| \| \| cestovna \| International Classic Grand Prix (ICGP) \| Rijeka (Grobnik) \| \| vozi se \| \| [14] \| \| cestovna \| International Grand Prix (IGP) \| Rijeka (Grobnik) \| \| vozi se \| klase: 125GP, 250GP, 500GP; \| [22] \| \| \| Moto memorijal Marko Zoretić / In memoriam Marko Zoretić \| Kastav \| 2011. \| vozi se \| \| [23] \| \| \| Motocross Grand Prix of Croatia \| više \| \| vozi se povremeno \| Jastrebarsko (Mladina), Zabok (Vučak); \| \| \| kružna \| Nagrada grada Preloga \| Prelog \| \| 2008. \| pozivna speedway utrka; organizirao SK "Prelog"; \| [24] \| \| cestovna/G \| Nagrada Križevaca \| Križevci \| 1979. \| vozi se \| \| [25] \| \| brdska \| Nagrada Učke \| \| prije 1956. \| NE vozi se \| \| [26] \| \| cestovna/G \| NORA race \| Nova Rača \| 2001. \| vozi se \| \| [27] \| \| cestovna/G \| Oslobođenje Rijeke \| Rijeka \| 1961. \| 1972. \| utrke motocikala, motocikala s prikolicom i automobila; prvo izdanje održano u centru Rijeke, a ostala na kružnoj "stazi" oko Trsata; \| [28] \| \| cestovna \| Rijeka Rally Ronde \| Rijeka (Grobnik) \| \| vozi se \| poseban tip utrke koji se održava pod talijanskim pokroviteljstvom; \| [29] \| \| kružna \| Speedway Grand Prix of Croatia \| Donji Kraljevec \| 2010. \| 2012. \| drugi naziv FIM Croatian Speedway Grand Prix; prvi FIM Speedway Grand Prix u Hrvatskoj; organizira SK "Unia"; \| [24] \| \| kružna \| Speedway Grand Prix Qualification \| više \| \| vozi se \| Donji Kraljevec, Prelog; kvalifikacije za narednu sezonu Speedway Grand Prixa; \| [24] \| \| cestovna \| Svjetsko prvenstvo motocikala s prikolicom u Hrvatskoj \| Rijeka (Grobnik) \| 1980. \| vozi se \| \| \| \| \| Svjetsko prvenstvo u motokrosu za prikoličare u Hrvatskoj \| Zabok \| 2004. \| vozi se povremeno \| međuizdanja: 2005., '06. \| \| \| cestovna \| Velika nagrada Jadrana, kasnije Velika nagrada Jugoslavije \| više \| 1969. \| 1990. \| Preluk (1969. – 70., 1972. – 77.) i Grobnik (1978. – 90.); 14. rujna 1969. godine po prvi puta bodovana za Svjetsko prvenstvo pa sve do 1977. kada su zabranjene cestovne Grand Prix utrke; \| [30] \| \| kružna \| Zlatna jabuka \| Donji Kraljevec \| \| \| pozivna speedway utrka; organizirao SK "Unia"; \| \| \| kružna \| \| Osijek \| 1955. \| 1955. \| prvo Zonsko prvenstvo svijeta u speedwayu; \| [4] \| |                                                            |                  |             |                   | |                                    |  |  |
| |                                                            |                  |             |                   | |                                    |  |  |
| Vrsta utrke | Naziv utrke                                                | Lokacija         | 1. izdanje  | Zadnje izdanje    | Bilješke | Ref                                |  |  |
| | 402 Bike Race                                              | više             | 2009.       | vozi se           | održava se u sklopu utrke 402 Street Race; | [ 12 ]                             |  |  |
| | 402 Quad Race                                              | više             | 2009.       | vozi se           | održava se u sklopu utrke 402 Street Race; | [ 12 ]                             |  |  |
| cestovna | Alpe Adria International Motorcycle Championship (AAIMC)   | Rijeka (Grobnik) | 1992.       | vozi se           | najstarije i najveće regionalno prvenstvo u Europi i svijetu; "Utrka prijateljstva" održana 11.10.1992. kao utemeljenje tog kupa; do kraja 2019. na Grobniku je održano 75 utrka tog natjecanja; originalno znan kao Alpe Adria Cup | [ 13 ] [ 14 ] [ 15 ] [ 16 ] [ 17 ] |  |  |
| cross country reli | Dinaric Rally                                              |                  | 2020.       | vozi se           | | [ 18 ] [ 19 ] [ 20 ]               |  |  |
| | FIM Europska prvenstva u Hrvatskoj                         | više             |             | vozi se           | |                                    |  |  |
| cestovna/G | Gimkana Matulji                                            | Matulji          | .           | vozi se           | najstarija sportska manifestacija Općine Matulji; održava se kategorija klase Tomos; | [ 21 ]                             |  |  |
| cestovna | IG Formel Classic (IGFC)                                   | Rijeka (Grobnik) |             | vozi se           | |                                    |  |  |
| cestovna | International Classic Grand Prix (ICGP)                    | Rijeka (Grobnik) |             | vozi se           | | [ 14 ]                             |  |  |
| cestovna | International Grand Prix (IGP)                             | Rijeka (Grobnik) |             | vozi se           | klase: 125GP, 250GP, 500GP; | [ 22 ]                             |  |  |
| | Moto memorijal Marko Zoretić / In memoriam Marko Zoretić   | Kastav           | 2011.       | vozi se           | | [ 23 ]                             |  |  |
| | Motocross Grand Prix of Croatia                            | više             |             | vozi se povremeno | Jastrebarsko (Mladina), Zabok (Vučak); |                                    |  |  |
| kružna | Nagrada grada Preloga                                      | Prelog           |             | 2008.             | pozivna speedway utrka; organizirao SK "Prelog"; | [ 24 ]                             |  |  |
| cestovna/G | Nagrada Križevaca                                          | Križevci         | 1979.       | vozi se           | | [ 25 ]                             |  |  |
| brdska | Nagrada Učke                                               |                  | prije 1956. | NE vozi se        | | [ 26 ]                             |  |  |
| cestovna/G | NORA race                                                  | Nova Rača        | 2001.       | vozi se           | | [ 27 ]                             |  |  |
| cestovna/G | Oslobođenje Rijeke                                         | Rijeka           | 1961.       | 1972.             | utrke motocikala, motocikala s prikolicom i automobila; prvo izdanje održano u centru Rijeke, a ostala na kružnoj "stazi" oko Trsata;                                                                                               | [ 28 ]                             |  |  |
| cestovna | Rijeka Rally Ronde                                         | Rijeka (Grobnik) |             | vozi se           | poseban tip utrke koji se održava pod talijanskim pokroviteljstvom; | [ 29 ]                             |  |  |
| kružna | Speedway Grand Prix of Croatia                             | Donji Kraljevec  | 2010.       | 2012.             | drugi naziv FIM Croatian Speedway Grand Prix; prvi FIM Speedway Grand Prix u Hrvatskoj; organizira SK "Unia"; | [ 24 ]                             |  |  |
| kružna | Speedway Grand Prix Qualification                          | više             |             | vozi se           | Donji Kraljevec, Prelog; kvalifikacije za narednu sezonu Speedway Grand Prixa; | [ 24 ]                             |  |  |
| cestovna | Svjetsko prvenstvo motocikala s prikolicom u Hrvatskoj     | Rijeka (Grobnik) | 1980.       | vozi se           | |                                    |  |  |
| | Svjetsko prvenstvo u motokrosu za prikoličare u Hrvatskoj  | Zabok            | 2004.       | vozi se povremeno | međuizdanja: 2005., '06. |                                    |  |  |
| cestovna | Velika nagrada Jadrana, kasnije Velika nagrada Jugoslavije | više             | 1969.       | 1990.             | Preluk (1969. – 70., 1972. – 77.) i Grobnik (1978. – 90.); 14. rujna 1969. godine po prvi puta bodovana za Svjetsko prvenstvo pa sve do 1977. kada su zabranjene cestovne Grand Prix utrke;                                         | [ 30 ]                             |  |  |
| kružna | Zlatna jabuka                                              | Donji Kraljevec  |             |                   | pozivna speedway utrka; organizirao SK "Unia"; |                                    |  |  |
| kružna |                                                            | Osijek           | 1955.       | 1955.             | prvo Zonsko prvenstvo svijeta u speedwayu; | [ 4 ]                              |  |  |

Ostale utrke
- Održavaju se višednevna natjecateljsko-rekreativna događanja Motohappening (od ??.; mjesta održavanja: Grobnik, Novi Marof) i Scooterhappening (od 2011.; mjesta održavanja: kartodromi u Čakovcu, Virovitici) u svrhu približavanja sporta publici.
- Trans Euro Trail (TET)[31]
- Oldtimer moto rally Rijeka (od 1998.)[32]

## Vanjske poveznice
- Hrvatski Motociklistički Savez
- Prvi Hrvatski Motociklistički Klub
- http://www.motorbikeeurope.com  Arhivirana inačica izvorne stranice od 11. ožujka 2016. (Wayback Machine)
- Grobnik
- Hrvatski motociklistički portal
- Hrvatski motocross portal
- Hrvatski off-road portal
- Speedway u Hrvatskoj